# Письменность коми
Пи́сьменность ко́ми — письменность, используемая для записи коми языка. За время своего существования несколько раз меняла свою графическую основу и неоднократно реформировалась. В настоящее время коми письменность функционирует на кириллице. В истории коми письменности выделяется 5 этапов:
- XIV—XVII века — анбур — оригинальная графическая система;
- XVIII век — 1918 год — письменность на основе кириллицы;
- 1918—1932 и 1936—1938 годы — алфавит В. А. Молодцова на основе видоизменённой кириллицы;
- 1932—1936 годы — алфавит на латинской основе;
- с 1938 года — современная письменность на основе кириллицы.

Коми-зырянский и коми-пермяцкий языки почти на всём протяжении своей письменной истории (кроме конца XIX — начала XX веков) пользовались одинаковой письменностью.

## Анбур
Первая письменность для коми языка была составлена миссионером Стефаном Пермским около 1372—1375 года. Эта письменность создавалась для нужд христианизации коми-края. Считается, что при выборе начертания букв Стефан Пермский ориентировался как на греческую и кирилловскую азбуки, так и на традиционные коми родовые знаки — пасы. Эта письменность получила название анбур (по названию первых двух букв алфавита). В современной научной литературе также используются термины древнекоми письменность и древнепермская письменность.
До наших дней сохранилось несколько икон с надписями на анбуре (например, Зырянская Троица), а также ряд рукописных строк в книгах. Общий объём сохранившихся связных текстов на анбуре — 236 слов.

## Ранняя письменность на основе кириллицы

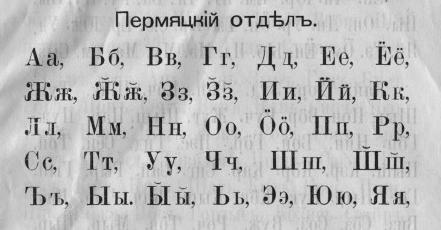
Коми-пермяцкий алфавит из букваря 1897 года

Начиная с XVIII века появляются отдельные публикации коми текстов как на латинском алфавите, так и на кириллице. Так, во втором издании книги Н. Витсена «Северная и восточная Татария», вышедшем в 1705 году, был опубликован перевод молитвы «Отче наш» на коми язык, выполненный на латинской графике.
В 1787—1789 годах в книге П. С. Палласа «Сравнительный словарь всех языков и наречий» было опубликовано около 200 слов на коми языке на кириллице.
В 1808 году учащимся Вологодской духовной семинарии Филиппом Козловым была составлена первая грамматика коми-зырянского языка. В ней использовался алфавит на основе кириллицы: А а, Б б, В в, Г г, Д д, Е е, Ж ж, З з, И и, І і, К к, Л л, М м, Н н, О о, Ӧ ӧ, П п, Р р, С с, Т т, У у, Ч ч, Ӵ ӵ, Ш ш, ъ, Ы ы, ь, Ю ю, Я я. Эта грамматика не была опубликована. В 1813 году на основе этой грамматики преподаватель той же семинарии А. Ф. Флёров выпустил первую печатную коми грамматику — «Зырянская грамматика, изданная от главного управления училищ».
В 1820—50-е годы был издан ещё целый ряд коми грамматик и словарей, в которых использовались различные системы записи коми языка — как кириллические (П. И. Савваитов, А. М. Шёгрен), так и латинизированные (М. А. Кастрен).
Во второй половине XIX века на основе созданных ранее грамматик развились две основные системы для записи коми языка. Так, в работах Г. С. Лыткина помимо стандартных русских букв использовались знаки ӧ, j, лигатуры ԫ, ꚉ, а мягкость согласных обозначалась диакритическим знаком-грависом. У ряда других авторов мягкость согласных обозначалось добавлением знака j.
В последние годы XIX века начинается активное издание букварей на коми-зырянском и коми-пермяцком языках. Эти буквари составлялись разными авторами и в них использовались разные варианты коми кириллического алфавита.
Отличия алфавитов коми букварей XIX — начала XX вв. от современного алфавита:
- Коми-зырянский
  - Попов А. «Азбука для зырянского юношества, или легчайший способ зырянам научиться русской грамоте». СПб, 1865. Нет букв Ё ё, Й й. Присутствуют Ԫ ԫ, Ꚉ ꚉ, Ч̇ ч̇, Ъі ъі, Ѣ ѣ, Јі јі, Јо јо, Јӧ јӧ, Јы јы, Ѳ ѳ, Ѵ ѵ.
  - «Азбука для зырян-ижемцев, живущих в Печерском уезде Архангельской губернии». Архангельск, 1895. Присутствуют буквы Ѣ ѣ, Ѳ ѳ.
  - Лыткин Г. С. «Букварь зырянско-русско-церковнославянский». СПб, 1900. Нет букв Ё ё, И и, Ф ф, Х х, Ц ц, Щ щ, Ъ ъ, Ь ь, Э э, Ю ю, Я я. Присутствуют д̀, з̀, ј, л̀, н̀, с̀, т̀, ч̀.
- Коми-пермяцкий
  - «Выддемъ пермякъ понда». Пермь, 1894. Нет буквы Ӧ ӧ. Присутствуют Ѣ ѣ, Ѳ ѳ.
  - «Букварь для (северо-восточных, иньвенских) пермяков». Казань, 1897. Нет букв І і, Ф ф, Х х, Ц ц, Щ щ. Присутствуют Ӂ ӂ, З̆ з̆, Ш̆ ш̆, Ы̆ ы̆.
  - «Букварь для пермяков Ивеньского края». Казань, 1899. Нет букв І і, Ц ц, Щ щ. Присутствуют Ӂ ӂ, З̆ з̆, йи, Ӵ ӵ, ъи, Ѳ ѳ
  - «Букварь для (северо-восточных, иньвенских) пермяков». Казань, 1900. Нет букв І і, Ф ф, Х х, Ц ц, Щ щ. Присутствуют Ӂ ӂ, З̆ з̆, Ӵ ӵ, Ы̆ ы̆.
  - Попов Е. «Выддемъ коми отиръ челядь понда». Казань, 1904. Нет букв Ӧ ӧ, Ф ф, Х х, Ц ц, Щ щ. Присутствуют д̅з̅, д̅ж̅, ч̅ш̅, Ѣ ѣ, Ӭ ӭ.
  - «Первоначальный учебник русского языка для чердынских пермяков». Казань, 1906. Нет букв Ф ф, Х х, Ц ц, Щ щ, Ъ ъ. Присутствуют Ӂ ӂ, З̆ з̆, Ш̆ ш̆.
  - Мошегов Кондратий Михайлович. «Букварь для пермяцких детей (на чердынском наречии)». Казань, 1908. Нет букв Ъ ъ, Ь ь. Присутствуют Ӝ ӝ, Ӟ ӟ, Ӵ ӵ, Ѳ ѳ.

В связи с отсутствием стандартного алфавита и незначительностью изданий на коми языке (всего в 1813—1914 годах было издано около 60-70 книг и брошюр на коми) эти алфавиты не получили заметного распространения среди населения.

## Молодцовский алфавит

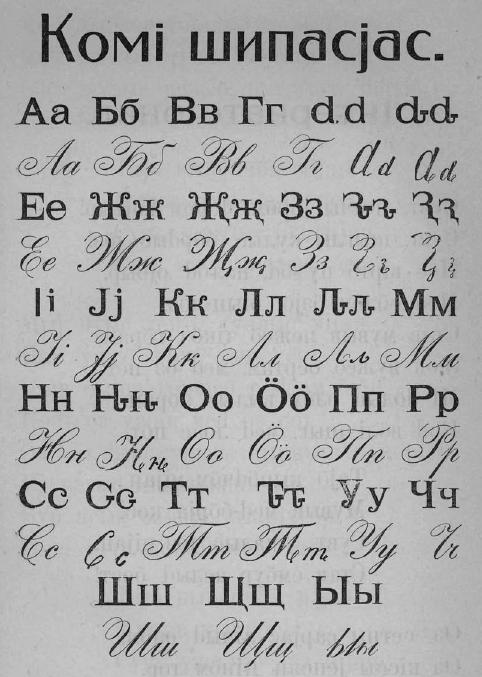
Молодцовский алфавит из букваря 1926 года

В 1918 году сфера употребления языка коми значительно расширилась — было введено преподавание на нём в школах, в местных газетах начали печататься отдельные статьи на коми языке и пр. В этих условиях возникла потребность в создании постоянного алфавита, выработке орфографических норм.
В мае — июне 1918 года в Усть-Сысольске прошло совещание учителей, на котором выступил учитель В. А. Молодцов и ознакомил участников совещания со своим проектом алфавита для языка коми. В августе того же года на совещании учителей в Усть-Выми алфавит Молодцова был утверждён. Отсутствие необходимых шрифтов не позволило сразу же приступить к изданию печатной продукции на этом алфавите, из-за чего до 1920 года применялся модифицированный русский алфавит, составленный А. А. Цембером.
Алфавит Молодцова основывался на кириллице, но имел ряд специфических букв для обозначения мягких согласных и аффрикат. С 1921 года на этом алфавите началось активное книгоиздание. Несмотря на достоинства этого алфавита (строгая фонематичность, экономность письма), он имел и ряд недостатков, основным из которых была сложность рукописного текста из-за особой формы знаков для мягких согласных.
Позднее в молодцовский алфавит были добавлены буквы Ф ф, Х х, Ц ц для отражения русских заимствований.

## Письменность после 1932 года

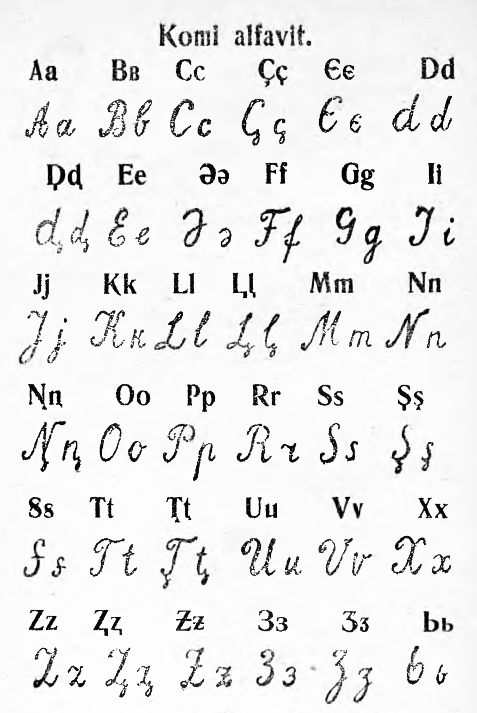
Латинизированный коми алфавит

Ещё в 1924 году профессор А. Н. Грен предлагал перевести письменность коми на латинизированную основу. По его проекту, алфавит должен был включать следующие буквы: A a, B b, D d, Dj dj, E e, G g, Zs zs, Dzs dzs, I i, J j, K k, L l, Lj lj, M m, N n, Nj nj, O o, Ö ö, P p, R r, S s, Sj sj, Sch sch, Cs cs, Csj csj, T t, Tj tj, U u, V v, Y y, Z z, Zj zj, Dz dz. Тогда Грена мало кто поддержал, но в то время в СССР начался активный процесс латинизации письменностей и вскоре этот вопрос был поднят вновь. В 1929 году на Коми лингвистической конференции Главнауки была принята резолюция о необходимости перехода на латинизированный алфавит, используя опыт латинизации тюркских письменностей народов СССР. В сентябре 1930 года бюро Коми обкома ВКП(б) официально постановило перевести письменность коми на латиницу. Сам алфавит был утверждён в ноябре 1931 года, после чего начался перевод делопроизводства, образования и издательского дела на новую письменность. Этот процесс был в целом завершён в 1934 году.
Латинский коми алфавит по сути стал транслитерацией молодцовского алфавита — в нём сохранялась строгая фонематичность, обозначение мягких согласных путём добавления «хвостика» к букве, особые знаки для аффрикат. Тем самым, сохранялись как достоинства, так и недостатки прежнего письма.
Изменение политической обстановки в СССР в середине 1930-х годов привело к отказу от латинизированного коми алфавита — в стране начался процесс кириллизации. В отношении письменности коми это вылилось в отказ от латинского алфавита уже в 1936 году. Вместо него был восстановлен алфавит Молодцова, но в 1938 году он был заменён на новый вариант кириллического алфавита, значительно более приближенный к русской графике.
Для коми-пермяцкого языка в мае 1937 года окружная алфавитная комиссия утвердила алфавит, содержащий все 33 буквы русского алфавита и дополнительные знаки Җ җ, Ҙ ҙ, І і, Ӧ ӧ, Ӹ ӹ (автор проекта — В. И. Якимов). В июле 1937 этот вариант алфавита обсуждался в Ленинградском отделении Института языка и письменности, где претерпел некоторые изменения — дополнительными знаками к 33 буквам русского письма стали Ә ә, Җ җ, Ҙ ҙ, І і, Ӵ ӵ. Однако через несколько дней Центральный институт языка и письменности в Москве рекомендовал заменить знаки Җ җ, Ҙ ҙ, Ӵ ӵ на диграфы дж, дз, тш. В окончательном варианте алфавита знак Ә ә был заменён на Ӧ ӧ.
Автор проекта — А. Н. Зубов: А а, Б б, В в, Г г, Д д, Е е, Ж ж, Ж̓ ж̓, З з, З̓ з̓, И и, Й й, К к, Л л, М м, Н н, О о, П п, Р р, С с, Т т, У у, Ф ф, Х х, Ц ц, Ч ч, Ш ш, Щ щ, Ы ы, Э э, Ю ю, Я я, Ь ь, Ё ё.

## Современный алфавит
Современный алфавит для коми-зырянского и коми-пермяцкого языков был введён в 1938 году. Он содержит все буквы русского алфавита, а также знаки Ӧ ӧ и І і. Для обозначения аффрикат используются диграфы дж, дз и тш. Иногда эти диграфы включаются в азбуку, иногда нет.
Буква Іі («твёрдая и») используется после букв д, з, л, н, с, т для обозначения их твёрдости (перед «обычным» и они мягкие). Буква Ӧ ӧ обозначает нелабиализованный звук среднего ряда среднего подъёма. Мягкость согласных обозначается мягким знаком, стоящим после них.
Современный алфавит коми:
| А а | Б б | В в | Г г | Д д | Е е | Ё ё | Ж ж | З з |
| И и | І і | Й й | К к | Л л | М м | Н н | О о | Ӧ ӧ |
| П п | Р р | С с | Т т | У у | Ф ф | Х х | Ц ц | Ч ч |
| Ш ш | Щ щ | Ъ ъ | Ы ы | Ь ь | Э э | Ю ю | Я я |     |

Коми-язьвинский язык, долгое время считавшийся одним из наречий коми-пермяцкого языка, получил свою оригинальную письменность только в начале 2000-х годов, когда на нём был издан первый букварь. Алфавит этого издания включает все буквы русского алфавита, специфические знаки Ӧ ӧ, Ө ө, Ӱ ӱ, а также диграфы дж, дч, тш. Более поздний русско-коми-язьвинский словарь содержит алфавит, имеющий в дополнение к 33 русским буквам І і, Ӧ ӧ, Ө ө, Ӱ ӱ. При этом, аффрикаты обозначаются сочетаниями букв дз, дж, тш (отдельными буквами в этом издании не считаются) и буквой ч.
Издания на ижемском диалекте коми языка используют стандартную коми письменность.

## Сравнительная таблица алфавитов коми
| Анбур | Анбур | Кириллица Кастрена- Савваитова (19 в.) | Кириллица Шёгрена (19 в.) | Алфавит Молодцова | Проект алфавита профессора А. Н. Грена | Латиница 1930—1936 | Кириллица с 1938 | МФА        |
| ----- | ----- | -------------------------------------- | ------------------------- | ----------------- | -------------------------------------- | ------------------ | ---------------- | ---------- |
|       | 𐍐     | a                                      | a                         | a                 | A a                                    | a                  | а                | [a]        |
|       | 𐍑     | б                                      | б                         | б                 | B b                                    | в                  | б                | [b]        |
|       | 𐍮     | в                                      | в                         | в                 | V v                                    | v                  | в                | [v]        |
|       | 𐍒     | г                                      | г                         | г                 | G g                                    | g                  | г                | [g]        |
|       | 𐍓     | д                                      | д                         | ԁ                 | D d                                    | d                  | д                | [d]        |
|       | 𐍓̀     | дј                                     | д̀                         | ԃ                 | Dj dj                                  |                    | д (мягкое)       | [ɟ]        |
|       | 𐍖     | дж                                     | дж                        | җ                 | Dzs dzs                                | з                  | дж               | [d͡ʒ]       |
|       | 𐍘     | дз                                     | дз                        | ԇ                 | Dz dz                                  | ӡ                  | дз               | [d͡ʑ]       |
|       |       |                                        |                           | је                |                                        | je                 | е                | [je]       |
|       |       |                                        |                           | јо                |                                        | jo                 | ё                | [jo]       |
|       | 𐍕     | ж                                      | ж                         | ж                 | Zs zs                                  | ƶ                  | ж                | [ʒ]        |
|       | 𐍗     | з                                      | з                         | з                 | Z z                                    | z                  | з                | [z]        |
|       | 𐍕̀     | зј                                     | з̀                         | ԅ                 | Zj zj                                  | ⱬ                  | з (мягкое)       | [ʑ]        |
|       | 𐍙     | і                                      | і                         | і                 | I i                                    | i                  | и, і             | [i]        |
| ј     | 𐍙     | ј                                      | ј                         | J j               | j                                      | й                  | [j]              |            |
|       | 𐍚     | к                                      | к                         | к                 | K k                                    | k                  | к                | [k]        |
|       | 𐍛     | л                                      | л                         | л                 | L l                                    | l                  | л                | [ɫ]        |
|       | 𐍛̀     | лј                                     | л̀                         | ԉ                 | Lj lj                                  |                    | л (мягкое)       | [ʎ]        |
|       | 𐍜     | м                                      | м                         | м                 | M m                                    | m                  | м                | [m]        |
|       | 𐍝     | н                                      | н                         | н                 | N n                                    | n                  | н                | [n]        |
|       | 𐍝̀     | нј                                     | н̀                         | ԋ                 | Nj nj                                  | ꞑ                  | н (мягкое)       | [ɲ]        |
|       | 𐍞     | о                                      | о                         | о                 | O o                                    | o                  | o                | [o]        |
|       | 𐍩     | о                                      | о                         | о                 | O o                                    | o                  | o                | [o̞]        |
| ӧ     | 𐍩     | ӧ                                      | ӧ                         | Ö ö               | ә                                      | ӧ                  | [ɘ]              |            |
|       | 𐍟     | п                                      | п                         | п                 | P p                                    | p                  | п                | [p]        |
|       | 𐍠     | р                                      | р                         | р                 | R r                                    | r                  | р                | [r]        |
|       | 𐍡     | с                                      | с                         | с                 | S s                                    | s                  | с                | [s]        |
|       | 𐍥̀     | сј                                     | с̀                         | ԍ                 | Sj sj                                  |                    | с (мягкое)       | [ɕ]        |
|       | 𐍢     | т                                      | т                         | т                 | T t                                    | t                  | т                | [t]        |
|       | 𐍢̀     | тј                                     | т̀                         | ԏ                 | Tj tj                                  |                    | т (мягкое)       | [c]        |
|       | 𐍣     | у                                      | у                         | у                 | U u                                    | u                  | у                | [u]        |
|       | 𐍫     |                                        |                           |                   | F f                                    | f                  | ф                | [f], [p]   |
|       | 𐍬     |                                        |                           |                   | H h                                    | x                  | х                | [x], [k]   |
|       | 𐍭     |                                        |                           |                   | C c                                    | c                  | ц                | [t͡s], [t͡ɕ] |
|       | 𐍤     | ч                                      | ч                         | щ                 | Cs cs                                  |                    | тш               | [t͡ʃ]       |
|       | 𐍤̀     | чј                                     | ч̀                         | ч                 | Csj csj                                |                    | ч                | [t͡ɕ]       |
|       | 𐍥     | ш                                      | ш                         | ш                 | Sch sch                                | ꞩ                  | ш                | [ʃ]        |
|       |       |                                        |                           |                   |                                        |                    | щ                | [ɕː]       |
|       | (𐍯)   |                                        |                           |                   |                                        |                    | ъ                | [◌.]       |
|       | 𐍧     | ы                                      | ы                         | ы                 | Y y                                    |                    | ы                | [ɨ]        |
|       | (𐍰)   |                                        |                           |                   |                                        |                    | ь                | [◌ʲ]       |
|       | 𐍔     | е                                      | е                         | е                 | E e                                    | е                  | э                | [e̞]        |
|       | 𐍱     | е                                      | е                         | е                 | E e                                    | е                  | э                | [e]        |
|       | (𐍳)   |                                        |                           | ју                |                                        | ju                 | ю                | [ju]       |
|       | (𐍴)   |                                        |                           | ја                |                                        | ja                 | я                | [ja]       |